# Mali Mokri Lug
Mali Mokri Lug (en serbe cyrillique : Мали Мокри Луг) est un quartier de Belgrade, la capitale de la Serbie. Il est situé dans la municipalité de Zvezdara. En 2002, il comptait 22 024 habitants.

## Localisation et géographie
Mali Mokri Lug est situé au sud-est de la municipalité urbaine de Zvezdara, à la limite de la municipalité de Grocka. Pour l'essentiel, le quartier s'étend entre le Bulevar kralja Aleksandra (le « Boulevard du roi Alexandre ») et l'autoroute Belgrade–Niš (route européenne 75), et, au nord, jusqu'à Zeleno brdo. Il est entouré par les quartiers de Mirijevo au nord, Konjarnik à l'ouest, Medaković III au sud-ouest, par Veliki Mokri Lug au sud et par Kaluđerica, dans la municipalité de Grocka, à l'est.
Mali Mokri Lug se trouve dans la partie septentrionale de la vallée du Mokroluški potok, empruntée par l'autoroute Belgrade-Niš et qui sépare Mali Mokri Lug et Veliki Mokri Lug. Le quartier est construit sur les pentes de plusieurs collines : Bajdina, Zeleno brdo et Stojčino brdo, avec une altitude moyenne de 270 m. 

## Histoire
Le village de Mali Mokri Lug a été fondé après l'échec du premier soulèvement serbe contre les Ottomans, à l'emplacement d'un hameau connu sous le nom de Selište, par des rapatriés qui accompagnaient Karađorđe (Karageorges) revenant de son exil en Hongrie. Le village fut appelé Mokri Lug. Plus tard, Mokri Lug fut séparé en deux parties, Veliki Mokri Lug et Mali Mokri Lug. Au XIXe siècle, le village devint le siège d'une municipalité qui, outre Veliki Mokri Lug et Mali Mokri Lug, comptait aussi Kaluđerica et Mirijevo ; la municipalité disposait de son propre tribunal et elle abritait le centre de commandement de l'armée nationale ; ses habitants se livraient principalement à l'agriculture et à l'élevage.
De 1929 à 1944, Mali Mokri Lug abrita un temple bouddhiste construit par des Kalmouks qui avaient combattu contre l'Armée rouge et qui, comme beaucoup de Russes blancs, s'étaient réfugiés en Serbie. Ce temple était le plus ancien d'Europe en dehors de l'Empire russe et de l'Empire britannique. À la fin de la Seconde Guerre mondiale, les Kalmouks fuirent l'avancée de l'Armée rouge en Serbie. Les Partisans yougoslaves de Josip Broz Tito réquisitionnèrent le bâtiment qui fut endommagé lors de la Libération de Belgrade.
Mali Mokri Lug perdit son statut de municipalité en 1957 et l'essentiel de son territoire fut rattaché à la municipalité de Zvezdara ; les localités de Kaluđerica, Leštane et Vinča en furent détachés et annexés à la municipalité de Grocka. En 1971, le village perdit son statut de localité séparée pour devenir une communauté locale (mesna zajednica) à l'intérieur de la ville de Belgrade intra muros (en serbe : uža teritorija grada). Dans les années 1960 et 1970, Mali Mokri Lug connut un important développement, notamment de long du Bulevar kralja Aleksandra et du Smederevski put, qui en constitue le prolongement. En 1921, le village comptait 1 600 habitants et, en 1971, le quartier en comptait 10 378.

## Caractéristiques
Le nom de Mali Mokri Lug signifie le « petit bosquet humide », une allusion aux nombreuses sources jaillissant dans le secteur. Aujourd'hui, le quartier est essentiellement résidentiel, avec une importante zone commerciale le long du Bulevar. Près de l'autoroute se trouve un cimetière du nom de Mokroluško groblje.

## Transports
Neuf lignes d'autobus relient Mali Mokri Lug au quartier voisin de Konjarnik. De Konjarnik des tramways (lignes 5, 6, 7 et 14), des trolleybus (ligne 19) et des autobus (lignes 17, 50, 20 et 31) permettent de rejoindre tous les secteurs de la capitale.

## Coopération internationale
- Bourgas (Bulgarie)